# Apatura japonica
Apatura japonica är en fjärilsart som beskrevs av Le Moult 1947. Apatura japonica ingår i släktet Apatura och familjen praktfjärilar. Inga underarter finns listade i Catalogue of Life.